# دارکوب سرسرخ

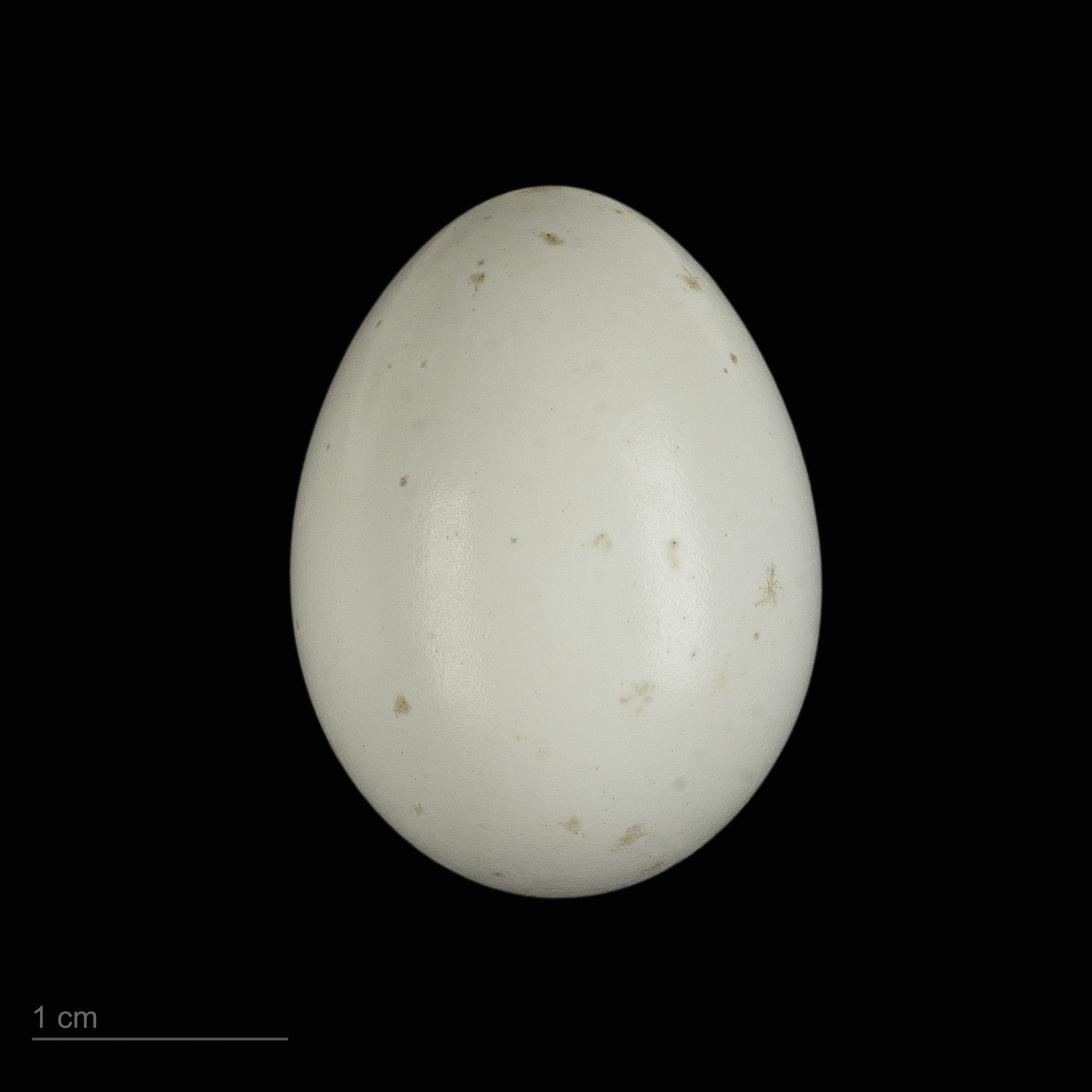
Dendrocopos medius

دارکوب سرسرخ (نام علمی: Dendrocopos medius) پرندهای از تیرهٔ دارکوبان است. این پرنده در ایران، اروپا و جنوب غرب آسیا، از شمال اسپانیا و فرانسه شرقی تا لهستان و اوکراین، و جنوب تا مرکز ایتالیا، بالکان، لیتوانی، لتونی، ترکیه و قفقاز یافت می‌شود.